# Pontificia Università Cattolica di Porto Rico
La Pontificia Università Cattolica di Porto Rico (Pontificia Universidad Católica de Puerto Rico) è un'università cattolica romana situata a Ponce, Porto Rico.
Essa dà la possibilità di conseguire lauree, master e dottorati in varie discipline: dall'area umanistica a quella scientifica, dalle arti all'economia. All'interno della cittadina universitaria è compresa anche una Scuola di Legge.
Inizialmente il nome dell'università era Università Cattolica di Santa Maria, ma nel 1968 fu cambiato in Università Cattolica di Porto Rico, in occasione dell'inaugurazione dei nuovi campus di Mayagüez e Arecibo. Nel 1984 il nome fu nuovamente cambiato in quello attuale, in omaggio alla visita del Papa Giovanni Paolo II a Porto Rico.

## Storia
L'Università è stata fondata nella primavera del 1948 da James E. McManus, vescovo della Diocesi di Ponce, e da James Davis, vescovo dell'Arcidiocesi di San Juan. Il campus originale consisteva in poche aule ospitate presso il Collegio di San Corrado, una scuola primaria cattolica a Ponce; e i docenti erano essenzialmente i Padri Cappuccini e le Suore di San Giuseppe. E fu così fino al 1949, cioè quando l'Università ottenne dal Governo di Porto Rico 120 acri di terreno (circa 0.49 km²). Nel 1953 fu riconosciuta a tutti gli effetti dall'Associazione dei Collegi e delle Scuole degli Stati Centrali. Dal 1956 al 1960 vi insegnò Ivan Illich che fu anche il vice-rettore.
Nel 1961 la Pontificia Università Cattolica di Porto Rico istituì la Scuola di Legge (Escuela de Derecho in spagnolo), la quale, oltre a fare ottenere una laurea in Legge, prevedeva programmi di scambi studenteschi con altre università negli Stati Uniti e in Spagna. La Scuola ha avuto tra i propri docenti anche famosi e importanti professori di Legge, incluso l'ex-governatore di Porto Rico Rafael Hernández Colón.
Nel 1976 l'Università diede il via alla Scuola di Medicina (Escuela de Medicina), la quale tra il 1979 e il 1980 fu completamente riorganizzata, diventando così una Scuola privata no-profit e indipendente di Medicina, nota oggi con il nome di Scuola di Medicina di Ponce.
L'Università, oltre ai due campus ad Arecibo e a Mayagüez, ha una succursale a Coamo.